# E20 Norr
E20 Norr är en låt av det svenska punkrockbandet Millencolin utgivet på singel 2003. Texten är en direkt översättning till svenska av en tidigare Millencolin-låt, Battery Check.

## Listplaceringar
| Lista (2003) | Topplacering |
| ------------ | ------------ |
| Sverige      | 36           |